# Крехів (Стрийський район)
Кре́хів — село в Україні, у Стрийському районі Львівської області. Населення становить 194 особи. Орган місцевого самоврядування — Журавненська селищна рада.

## Географія
Місцевість рівнинна, нерідко страждає через підтоплення.
Через село протікає річка із однойменною назвою, обміліла після проведення каналу.

## Населення

### Мова
Розподіл населення за рідною мовою за даними перепису 2001 року:
| Мова       | Кількість | Відсоток |
| ---------- | --------- | -------- |
| українська | 816       | 99.76%   |
| російська  | 2         | 0.24%    |
| Усього     | 818       | 100%     |

## Політика

### Парламентські вибори, 2019
На позачергових парламентських виборах 2019 року у селі функціонувала окрема виборча дільниця № 460400, розташована у приміщенні народного дому.
Результати
- зареєстровано 102 виборці, явка 67,65%, найбільше голосів віддано за «Слугу народу» — 30,43%, за «Громадянську позицію» — 17,39%, за Радикальну партію Олега Ляшка — 14,49%.[3] В одномандатному окрузі найбільше голосів отримав Андрій Кіт (самовисування) — 34,78%, за Олега Канівця (Громадянська позиція) — 18,84%, за Володимира Наконечного (Слуга народу) — 15,94%[4].

## Релігія
У селі споруджено церкву Різдва Пресвятої Богородиці (УГКЦ).